# Нюхач (телесеріал)
«Нюха́ч» — український детективний телесеріал, знятий в Україні. Серіал знято кінокомпаніями «FILM.UA» і «Pronto Film», автором ідеї, режисером та співавтором сценарію до фільму є Артем Литвиненко.
Прем'єра першого 8-серійного сезону серіалу відбулася 11 листопада 2013 року на «ICTV» (Україна) та 16 грудня 2013 року на «Пєрвому каналі» (Росія). Прем'єра другого 8-серійного сезону відбулася 5 жовтня 2015 року на «Пєрвому каналі» (Росія) та 27 жовтня 2015 року на «ICTV» (Україна). Прем'єра третього 8-серійного сезону відбулася 2 жовтня 2017 року на «Пєрвому каналі» (Росія) та 20 листопада 2017 року на «ICTV» (Україна). Прем'єра четвертого сезону відбулася 16 грудня 2019 року на «Пєрвому каналі» (Росія) та 10 березня 2020 року на «ICTV» (Україна).
З 2018 року, серіал заборонено до показу в Україні через участь у ньому актора-українофоба Олександра Фісенка, який входить до Переліку осіб, які створюють загрозу нацбезпеці України та який неодноразово порушував державний кордон України та публічно виступав з антиукраїнськими заявами.

## Виробництво
Ідея серіалу належить Артему Литвиненку. Сюжет написав Литвиненко у співавторстві з Андрієм Бабіком. Виробництво телесеріалу були надзвичайно дорогим: вартість виробництва одного епізоду першого сезону становила $350 тисяч, другого — $500 тисяч, третього — $550 тисяч.
Ще до прем'єри першого сезону на ТБ, телесеріал було офіційно продовжено на другий 8-серійний сезон. Зйомки другого сезону проходили з 2013 по 2014 роки. Зйомки третього сезону проходили з 17 серпня 2016 року до 23 січня 2017 року в Україні та Естонії.

## Сюжет
Нюхач володіє надчуттєвим нюхом, який дозволяє йому розкривати всілякі злочини. Надздібності головного героя є не тільки для нього даром, а й прокляттям, оскільки щоразу перешкоджає йому налагодити своє особисте життя.

## Актори та персонажі
Основний склад
| Актор            | Роль                                                                                |
| ---------------- | ----------------------------------------------------------------------------------- |
| Кирило Кяро      | Нюхач позаштатний експерт Спеціального бюро розслідувань (СБР)                      |
| Іван Оганесян    | Віктор Олексійович Лебедєв товариш Нюхача, полковник, начальник першого відділу СБР |
| Марія Аніканова  | Юлія колишня дружина Нюхача                                                         |
| Ніна Гогаєва     | Тетяна Олександрівна Воскресенська кандидат медичних наук, лікар-отоларинголог      |
| Микола Чіндяйкін | Бондарєв генерал-майор, керівник СБР                                                |
| Агне Грудіте     | Ірина Нордін судмедексперт СБР вищої категорії (з 9-ї серії)                        |

Другорядний склад
| Актор             | Роль                                          |
| ----------------- | --------------------------------------------- |
| Олександр Фісенко | маніяк                                        |
| Сергій Лєсков     | Алєкс син Нюхача і Юлії                       |
| Олексій Зорін     | Максим помічник Віктора в СБР                 |
| Станіслав Москвін | Анатолій Борисович балістик СБР               |
| Тарас Готовцев    | Микола Іванович судмедексперт СБР (серії 1-9) |
| Денис Мартинов    | Гена комп'ютерний геній СБР (з 3-ї серії)     |
| Анастасія Макєєва | Світлана секретар Бондарєва (серії 1-8)       |
| Ігор Ботвін       | Ігор чоловік Воскресенської (з 5-ї серії)     |
| Олександр Зіневич | референт Бондарєва (з 9-ї серії)              |
| Вадим Лялько      | снайпер (з 9-ї серії)                         |
| Павло Кузьмін     | бінківський працівник (з 10-ї серії)          |
| Олексій Хільський | Роберт                                        |
| Сергій Юшкевич    | психіатр (з 10-ї серії)                       |
| Тимофій Каратаєв  | Сергій Долганін                               |
| Зоряна Марченко   | донька Мерлюзова                              |
| Зоя Барановська   | Катя                                          |
| Маргарита Бахтіна | дружина слідчого                              |
| Дмитро Усов       | Терентьєв, рядовий                            |

Епізодчину роль нотаріуса зіграв майбтній міністр оборони України Олексій Резніков.
Озвучування
| Актор           | Роль                                     |
| --------------- | ---------------------------------------- |
| Анатолій Пашнін | Адвокат Мустафи (роль Валерія Невєдрова) |
| Дмитро Гаврилов | читає закадровий текст (3—4 сезони)      |

## Українське озвучення
Українською мовою серіал озвучено студією «Так Треба Продакшн» у 2018 та 2021 роках. Ролі озвучували: Олександр Шевчук, Володимир Терещук, Роман Семисал, Михайло Тишин, Наталя Поліщук, Ганна Соболєва, Тетяна Руда і Вікторія Левченко.

## Саундтрек
| Виконавець            | Назва композиції                                                                             |
| --------------------- | -------------------------------------------------------------------------------------------- |
| Група Brainstorm      | Years and Seconds                                                                            |
| Дмитро Бортнянський   | Концерт № 2 ре-мажор                                                                         |
| Георг Фрідріх Гендель | «Прибуття цариці Савської» з ораторії «Соломон»                                              |
| Лев Колодуб           | «Український діксіленд» у виконанні брас-квінтету «Мажор» під керівництвом Віктора Слуцького |
| Група ONUKA           | Time                                                                                         |
| Wacky Room            | Take Me                                                                                      |
| TEEEL                 | Wait Is Over                                                                                 |
| Дмитро Сніжко         | Heart Mate                                                                                   |

## Рейтинги
В Україні, за даними GfK-Ukraine, серіал зібрав високі телевізійні показники. За комерційною аудиторією перша серія першого сезону отримала частку 12,57 %, рейтинг 4,05 %, друга серія отримала частку 13,31 %, рейтинг 4,35 % (аудиторія 18-54). Розмір аудиторії серіалу склав близько 2 мільйонів.
Високий відсоток перегляду серіал «Нюхач» мав серед ядра аудиторії каналу ICTV — чоловіків у віці 25-45, в містах 50 +. Його показники досягли таких цифр: рейтинг першої серії 3,72 %, частка — 12,74 %, другу серію дивилися так: рейтинг 4,2 %, частка 13,56 %. Кожна серія другого сезону «Нюхача» в Україні в середньому збирала біля екранів 1 мільйон 250 тисяч телеглядачів старше 4-х років. Протягом усіх днів показу «Нюхач-2» міцно утримував позиції лідера ефіру телеканалу, і в підсумку став найбільш рейтинговим серіалом у праймі осіннього сезону на ICTV. Середня частка перегляду «Нюхача» по аудиторії 18+ (50+), за даними MRM, склала 10,82 %, на 62 % перевищивши середньодобову частку каналу в будні дні.
У Росії «Нюхач», за даними TNS Росія, став не тільки найбільш популярним телесеріалом на російському телебаченні в телевізійному сезоні 2013/2014 років, а й отримав найвищий показник телеперегляду в Росії за 2013 рік. Рейтинг перших двох серій у слоті 21:30 склав 11,6 %, а частка досягла 29,8 %, що стало найвищим показником телеперегляду в Росії з 2007 року.

## Адаптації за кордоном
- У 2014 році формат телесеріал був проданий для адаптації французькому телеканалу TF1,[15] однак французька версія телесеріалу під локальною назвою Le 5ème sens так і не було створена.
- У 2016 році формат телесеріалу був проданий японському телеканалу NHK.[16] У 2016—2018 роках з'явився 8-серійний перший сезон під назвою Suniffā kyūkaku sōsa-kan.[17]
- У 2020 році формат телесеріал був проданий для адаптації індійській кінокомпанії AK Entertainment для показу на одному з індійських OTT-провайдерів.[18]

## Міжнародне визнання
Нагороди
У 2014 році:
- Нагорода Intermedia-globe Gold в підкатегорії «Мінісеріал» на World Media Festival Hamburg 2014[19].
- Гран-прі фестивалю Intermedia-globe Grand Award як найкраща робота загальної категорії Entertainment на World Media Festival Hamburg 20145[20]
- Приз Gold Plaque в категорії «Мінісеріал» на Chicago International Film Festival Television Awards 2014[21].

У 2015 році:
- Приз Platinum Remi Award в номінації «Телевізійний мінісеріал» на WorldFest Houston 2015[20].
- Другому сезону «Нюхача» вручили «Сертифікат за творчу досконалість» (Certificate for Creative Excellence) на The US International Film & Video Festival 2015[22].
- 4 статуетки української національної телевізійної премії «Телетріумф» в номінаціях: «Відкриття року», «Телевізійний художній серіал», «Режисер/Режисерська група телевізійного художнього фільму/серіалу» (Артем Литвиненко), «Оператор/Постановник телевізійного художнього фільму/серіалу» (Андрій Лісецький)[23].

Номінації
У 2014 році:
- Участь у конкурсній програмі Festival de la Fiction TV 2014[24].
- Номінація в категорії «Кращий неангломовний серіал» на C21 International Drama Awards 2014[25].
- Номінація в категорії «Кращий неангломовний серіал» на St Tropez International Film Festival 2015.

## Епізоди
| Сезон | Сезон | Епізоди | Оригінальні покази в Україні | Оригінальні покази в Україні | Оригінальні покази в Росії | Оригінальні покази в Росії |
| Сезон | Сезон | Епізоди | Прем'єра                     | Фінал                        | Прем'єра                   | Фінал                      |
| ----- | ----- | ------- | ---------------------------- | ---------------------------- | -------------------------- | -------------------------- |
|       | 1     | 8       | 11 листопада 2013            | 14 листопада 2013            | 16 грудня 2013             | 19 грудня 2013             |
|       | 2     | 8       | 27 жовтня 2015               | 6 листопада 2015             | 5 жовтня 2015              | 8 жовтня 2015              |
|       | 3     | 8       | 20 листопада 2017            | 30 листопада 2017            | 2 жовтня 2017              | 5 жовтня 2017              |
|       | 4     | 8       | 10 березня 2020              | 19 березня 2020              | 16 грудня 2019             | 19 грудня 2019             |

## Участь у серіалі російських акторів та заборона в Україні
У першому та другому сезонах серіалу брав участь російський актор-українофоб Олександр Фісенко, який з 1 лютого 2018 року входить до Переліку осіб, які створюють загрозу нацбезпеці України та який неодноразово порушував державний кордон України та публічно виступав з антиукраїнськими заявами. У зв'язку з цим, починаючи з 1 лютого 2018 року телесеріал входить до списку відеопродукції забороненої в Україні.
У 2018 році ICTV нібито зробило цензуровану версію телесеріалу, де було вирізано російського актора Олександр Фісенко, і для цієї цензурованої версії Держкіно нібито видало прокатне посвідчення, але згодом з'ясувалося що телеканал ICTV транслював версію телесеріалу, де все одно був присутній Олександр Фісенко.